# Stenotachygraphie

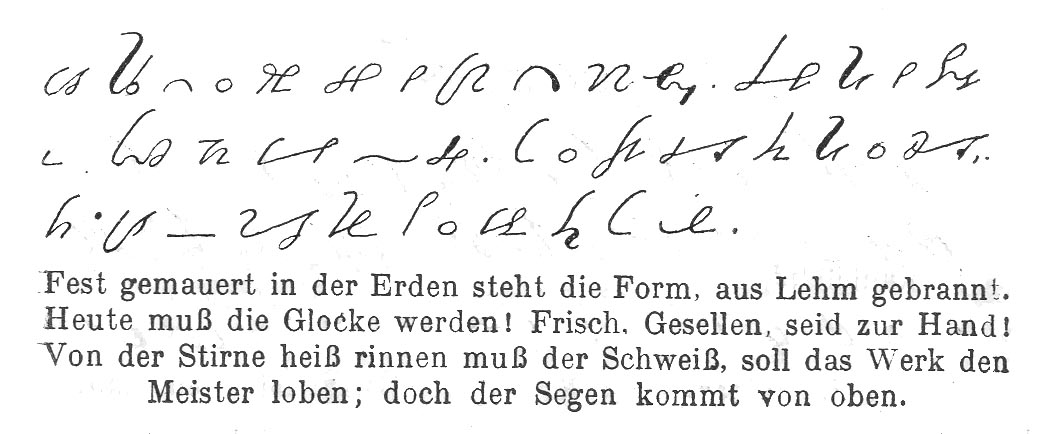
Schriftbeispiel der Stenotachygraphie. System von 1898

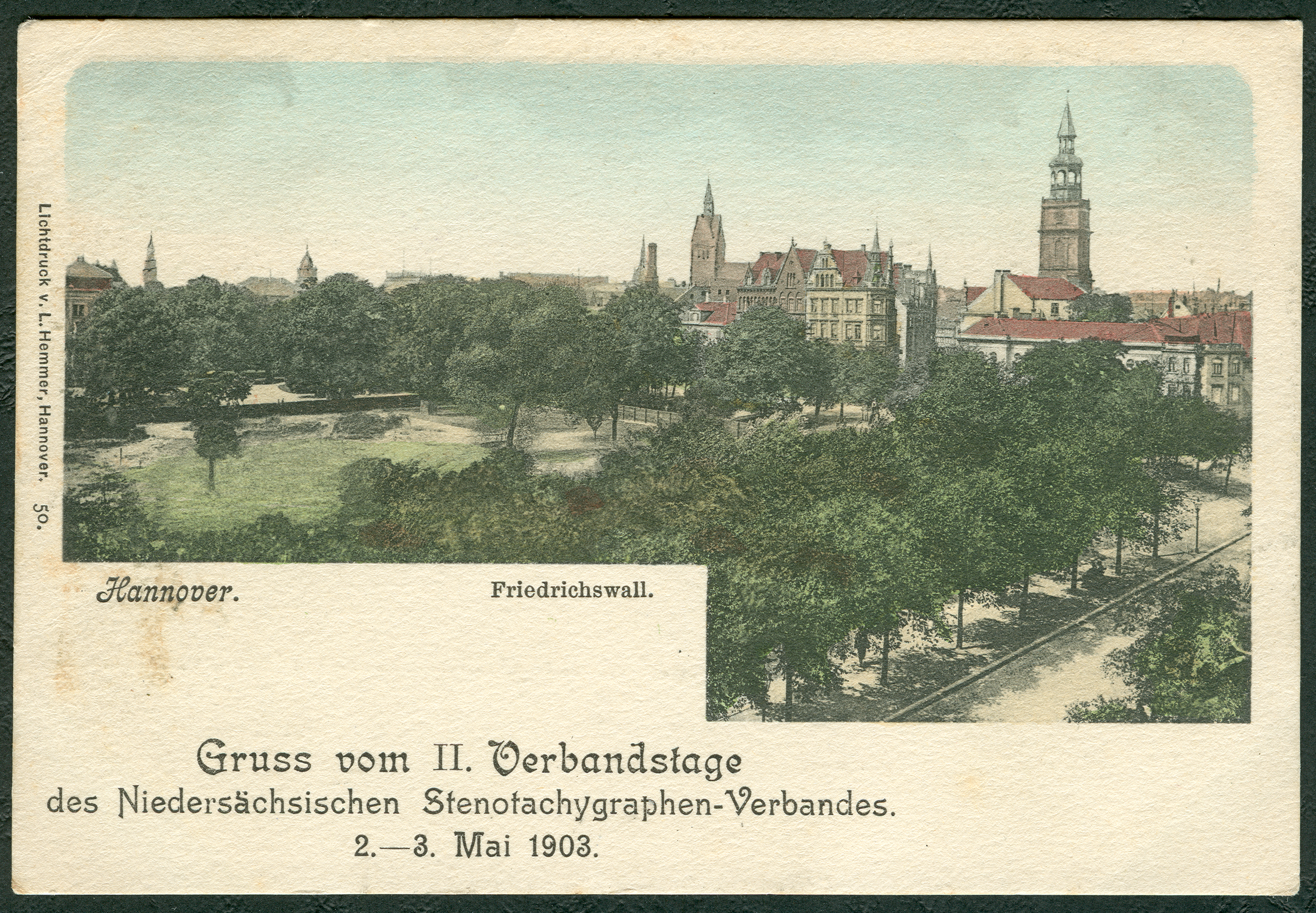
„Ereignis-“ oder „Erinnerungskarte“ vom zweiten Verbandstag des Niedersächsischen Stenotachygraphen-Verbandes am 2./3. Mai 1903 in Hannover.
Kolorierte Ansichtskarte von Ludwig Hemmer; Foto um 1900

Die Stenotachygraphie war ein deutsches Kurzschrift- bzw. Stenografiesystem des ausgehenden 19. Jahrhunderts. Die Stenotachygraphie wurde von August Lehmann erfunden und 1875 in einem Lehrbuch veröffentlicht.
Die Stenotachygraphie gehört zu den Kurzschriften mit Anlautvokalisation, der Vokal wird also im Anlaut versinnbildlicht. Die Deutsche Einheitskurzschrift hingegen gehört zu den auslautvokalisierenden Kurzschriften. Die Besonderheit dieses Systems besteht darin, dass der Vokal durch eine Vergrößerung (und Verstärkung) der Konsonantenzeichen dargestellt wird.
Um 1910 stellte die stenotachygraphische Schule die drittgrößte Kurzschriftschule im deutschsprachigen Raum dar. Sie zählte etwa 18100 Mitglieder, die auf über 400 Vereine verteilt waren.
Nachdem mit der Deutschen Einheitskurzschrift ein einheitliches System geschaffen worden war, wurden im deutschsprachigen Raum alle anderen Systeme (bis auf Stolze-Schrey in der deutschsprachigen Schweiz) verdrängt, so auch die Stenotachygraphie.